# إيروتيكنيكا إيه سي-12
إيروتيكنيكا إيه سي-12 (بالإنجليزية: إيروتيكنيكا AC-12)‏ أو بيبو Pepo، كانت مروحية خفيفة ذات مقعدين إسبانية الصنع من عقد 1950.

## التاريخ التشغيلي
اثني عشر (نموذجين و 10 إنتاج) أمرت من قبل القوات الجوية الاسبانية حيث عملت لمدة ثلاث سنوات تحت اسم (EC-XZ-2).

## المشغلين
إسبانيا
- القوات الجوية الإسبانية

## مواصفات

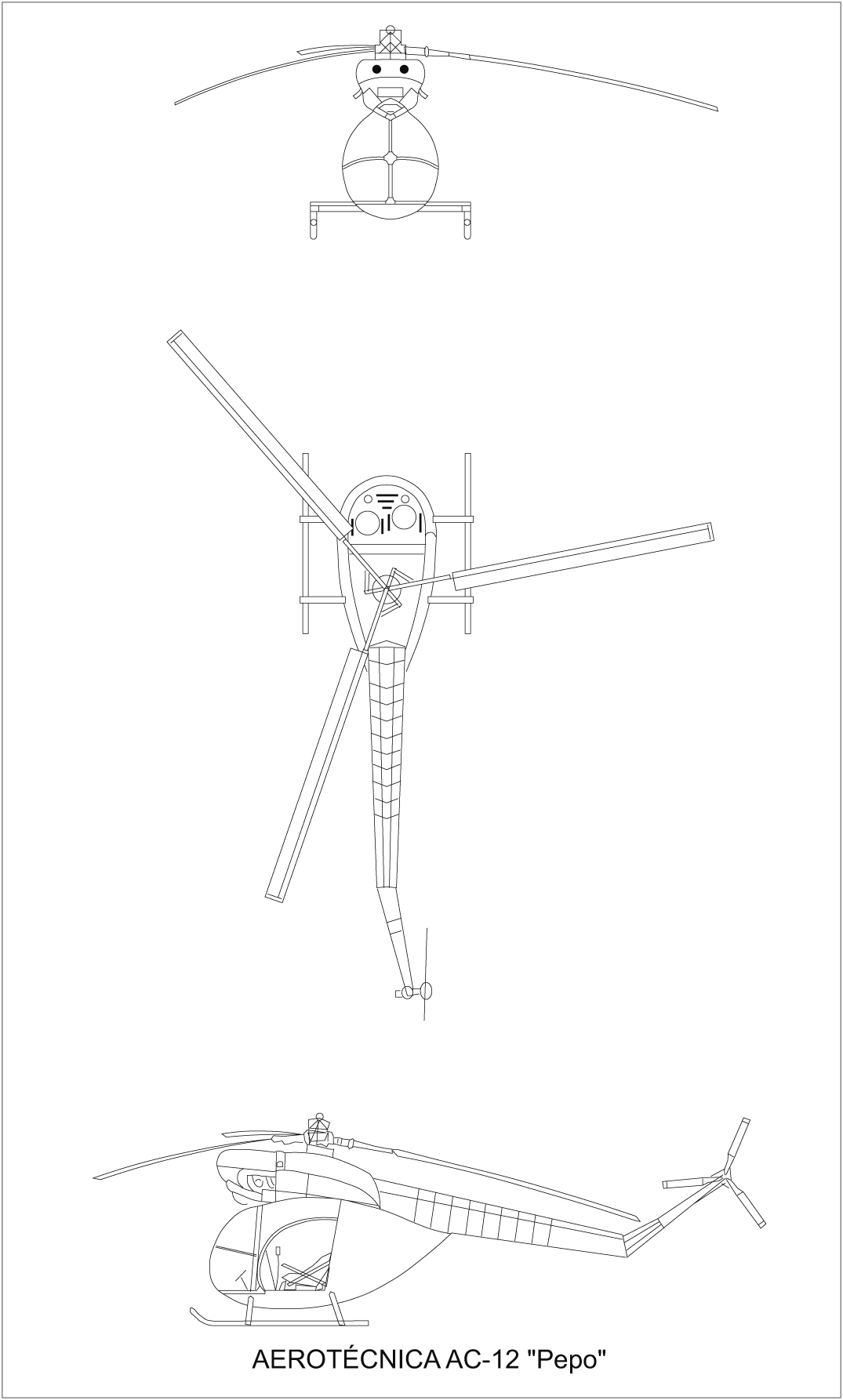
Aerotécnica AC-12 outline

البيانات من Jane's All The World's Aircraft 1961–62
الخصائص العامة
- طاقم: 2
- طول: 7.55 م (24 قدم 9 بوصة)
- ارتفاع: 2.75 م (9 قدم 0 بوصة)
- الوزن فارغة: 500 كـغ (1,102 رطل)
- الوزن الإجمالي: 750 كـغ (1,653 رطل)
- وزن الإقلاع الأقصى: 820 كـغ (1,808 رطل)
- محركات: 1 × Lycoming O-360-B2A air-cooled محرك مسطح رباعي, 125 كـو (168 حصان)
- قطر الدوار الرئيسي:  8.50 م (27 قدم 11 بوصة)
- مساحة الدوار الرئيسي: 56.75 م2 (610.9 قدم2)

أداء
- السرعة القصوى: 140 كم/س (87 ميل/س؛ 76 عقدة)
- سرعة العبور: 115 كم/س (71 ميل/س؛ 62 عقدة)
- مدى: 230 كـم (143 ميل؛ 124 nmi) (normal range)
- Ferry range: 450 كـم (280 ميل؛ 243 nmi) (with auxiliary tanks)
- قدرة التحمل: 2 hours
- سقف الخدمة: 4,000 م (13,123 قدم)
- معدل الصعود: 5.00 م/ث (985 قدم/د)

## معرض الصور

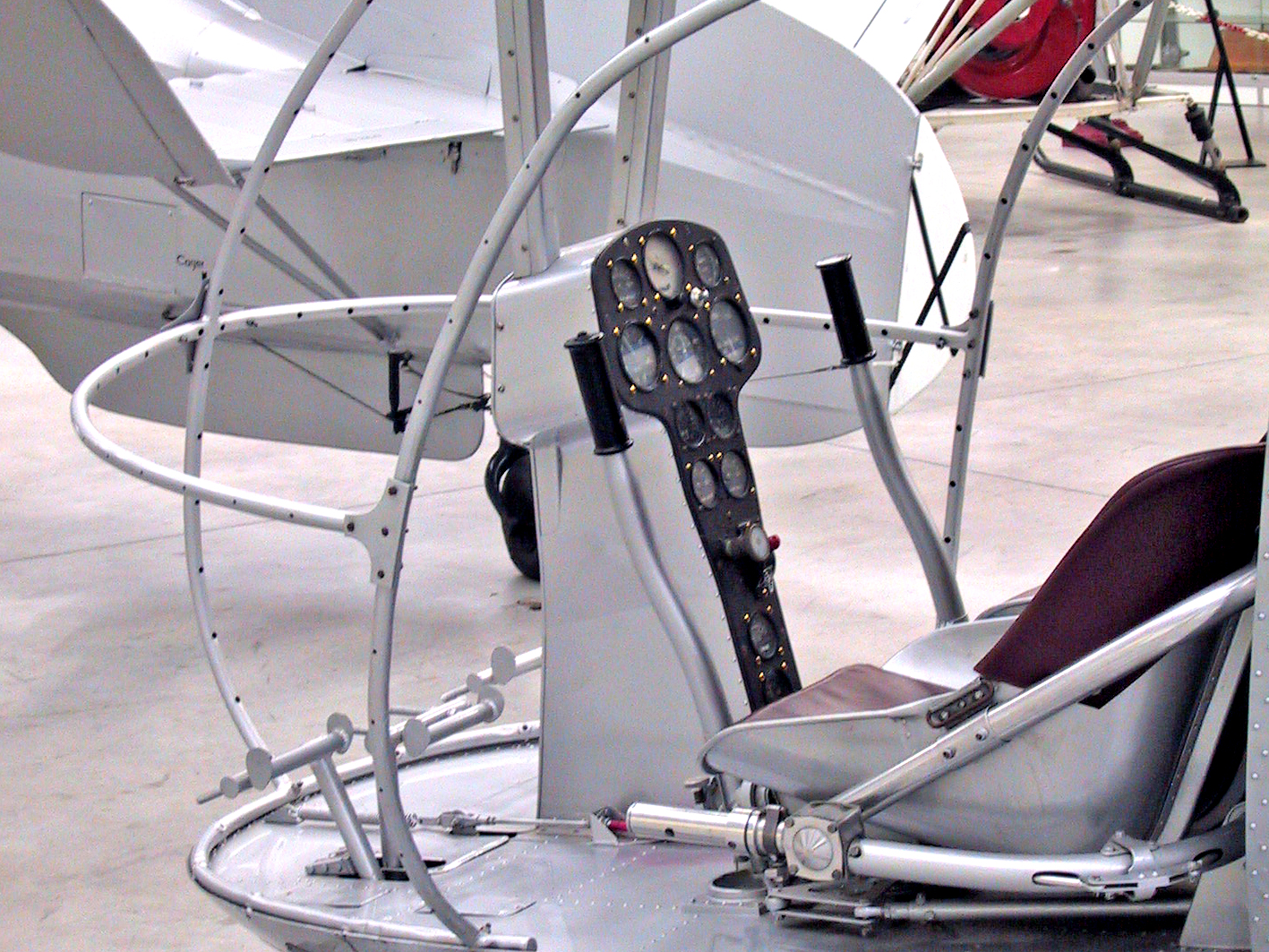
تفاصيل قمرة القيادة
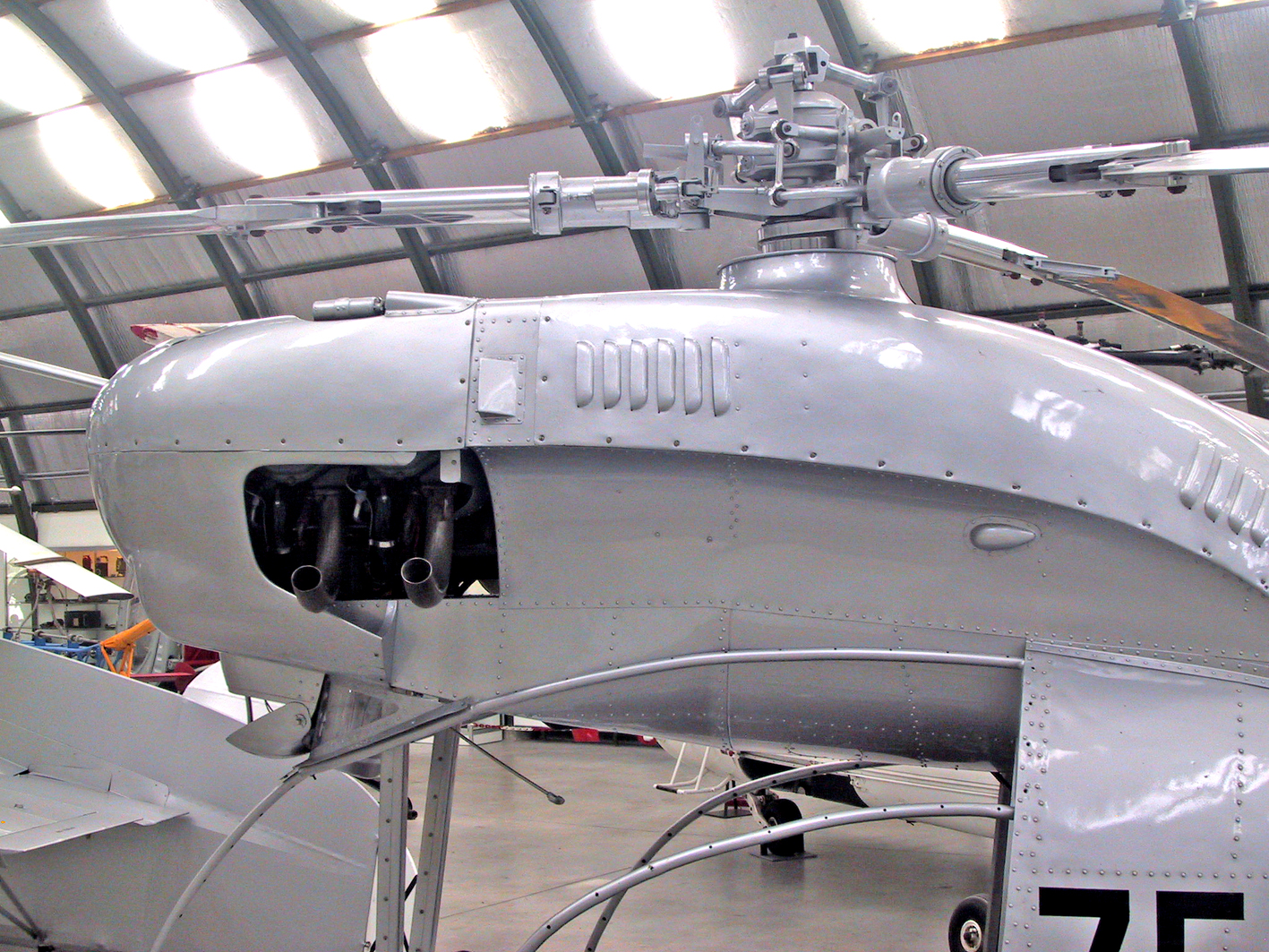
الدوار والتفاصيل العلوية
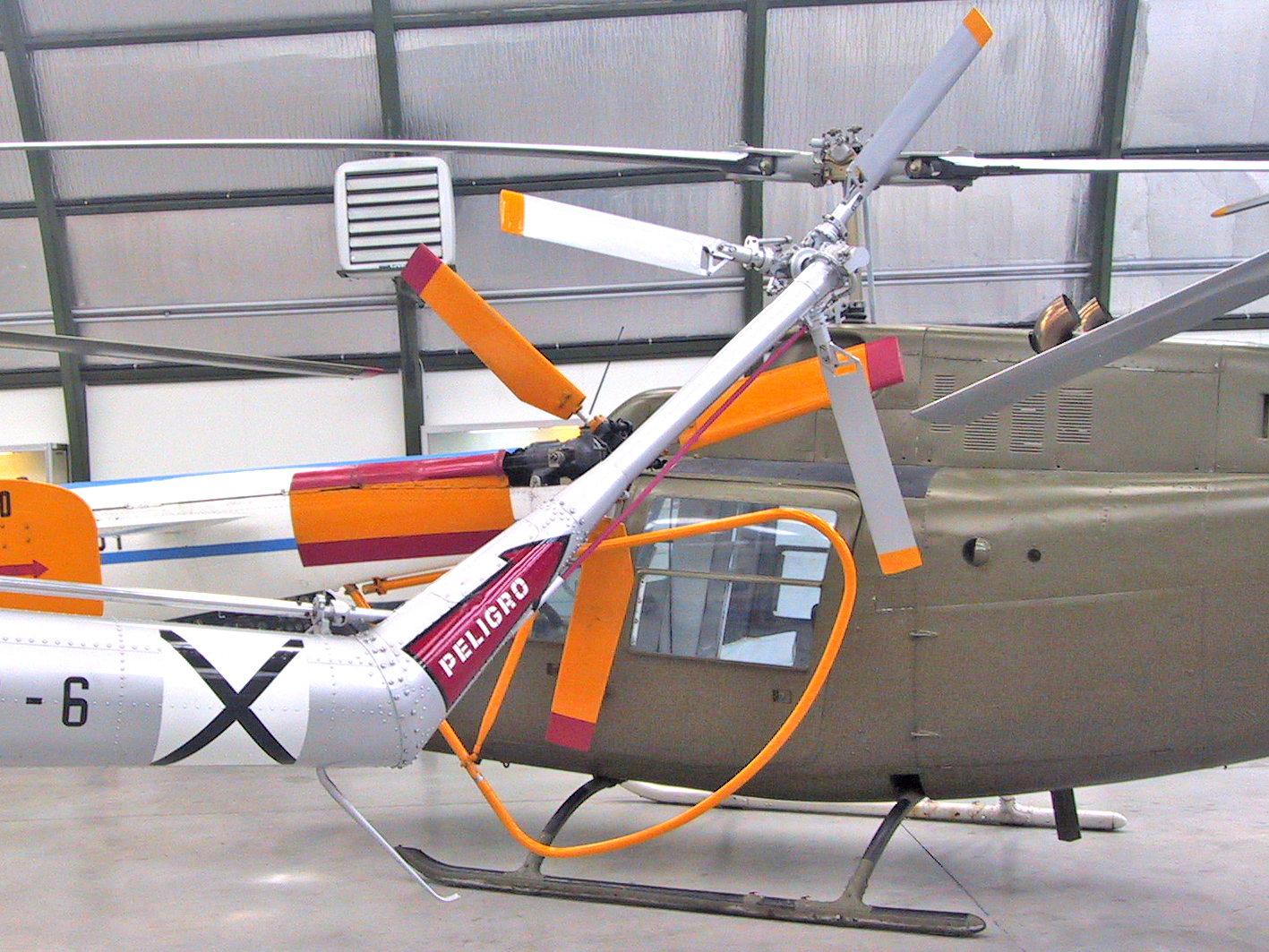

## محتوى ات ذات صلة
تطور ذي صلة:
طائرات مماثلة:
تسلسل التسمية:
AC-11 - 
AC-12 -
AC-13 -
AC-14 - 
AC-21